# Terry Balsamo
Terry Balsamo (Jacksonville, Florida, 8 de octubre de 1972) es un guitarrista y compositor comenzó en el mundo de la música como miembro de Limp Bizkit. Abandonó unos años antes del álbum debut del grupo, 3 Dollar Bill Y'All (1997), siendo sustituido por Wes Borland. A finales de 1999, Terry se unió a la banda Cold
Terry permaneció con Cold escribiendo y grabando con ellos los álbumes 13 Ways to Bleed on Stage (2000) y Year of the Spider (2003). Al final de su estancia con Cold, la banda se había unido a Evanescence en un acto del Nintendo Fusion Tour 2003. Por supuesto, esto ocurrió antes de la abrupta marcha del guitarrista de Evanescence, Ben Moody. Terry había sustituido a Moody en el escenario con Evanescence después de su marcha durante el European tour y cuando el futuro de Cold fue cuestionado, Terry se subió al carro con Evanescence como guitarrista y compositor.  
En 2008 se volvió a reunir con la banda Cold pero solo para la reunión de gira y no participó en nada y fue remplazado por Michael Harris. En 2015, Terry decide abandonar Evanescence por temas de salud y fue remplazado por Jen Majura.  

## Trayectoria
- Limp Bizkit - Guitarrista (1994-1995)
- Shaft - Guitarrista (1996-1999)
- Cold - Guitarrista (1999-2003, 2009-2016- presente
- Evanescence - Guitarrista (2003-2015)

## Discografía

### Cold
- 13 Ways to Bleed on Stage (2000)
- Year of the Spider (2003)

### Evanescence
- The Open Door (2006)
- Evanescence (2011)